# Fantasy Filmfest 2014
Das 28. Fantasy Filmfest (2014) fand in der Zeit vom 27. August bis zum 21. September 2014 für jeweils eine Woche in den Städten Berlin, Frankfurt, Hamburg, Köln, München, Nürnberg und Stuttgart statt. Die teilnehmenden Filme werden in Originalfassung gezeigt und mit ihren englischsprachigen Titel gelistet.
Der Audience Award 2014 im Rahmen der Fresh Blood Filme ging an Housebound von Gerard Johnstone.
| Titel                                | Regisseur                           | Sparte                     |
| ------------------------------------ | ----------------------------------- | -------------------------- |
| 13 Sins                              | Daniel Stamm                        | Selected Features          |
| A Hard Day                           | Kim Seong-hun                       | Focus Asia                 |
| All Cheerleaders Die                 | Lucky McKee und Chris Sivertson     | Midnight Madness           |
| Among The Living                     | Alexandre Bustillo und Julien Maury | Director’s Spotlight       |
| The Babadook                         | Jennifer Kent                       | Fresh Blood / Wettbewerb   |
| Beneath                              | Ben Ketai                           | Selected Features          |
| Blue Ruin                            | Jeremy Saulnier                     | Fresh Blood / Wettbewerb   |
| The Brotherhood of Tears             | Jean-Baptiste Andrea                | Selected Features          |
| The Canal                            | Ivan Kavanagh                       | Selected Features          |
| Cannibal                             | Manuel Martín Cuenca                | Selected Features          |
| Coherence                            | James Ward Byrkit                   | Selected Features          |
| Cold in July                         | Jim Mickle                          | Selected Features          |
| The Custody                          | Sylvain Archambault                 | Selected Features          |
| Haunted (Dark House)                 | Victor Salva                        | Midnight Madness           |
| The Divine Move                      | Beom-gu Cho                         | Focus Asia                 |
| Extraterrestrial                     | Colin Minihan                       | Selected Features          |
| Faults                               | Riley Stearns                       | Fresh Blood / Wettbewerb   |
| Go Goa Gone                          | Krishna DK und Raj Nidimoru         | Focus Asia                 |
| Honeymoon                            | Leigh Janiak                        | Fresh Blood / Wettbewerb   |
| The House at the End of Time         | Alejandro Hidalgo                   | Fresh Blood / Wettbewerb   |
| Housebound                           | Gerard Johnstone                    | Fresh Blood / Wettbewerb   |
| In Darkness We Fall                  | Alfredo Montero                     | Fresh Blood / Wettbewerb   |
| iNnumber Number                      | Donovan Marsh                       | Selected Features          |
| It Follows                           | David Robert Mitchell               | Fresh Blood / Wettbewerb   |
| Jamie Marks Is Dead                  | Carter Smith                        | Fresh Blood / Wettbewerb   |
| Killers                              | The Mo Brothers                     | Focus Asia                 |
| Let Us Prey                          | Brian O’Malley                      | Midnight Madness           |
| Life After Beth                      | Jeff Baena                          | Closing Night              |
| Man on High Heels                    | Jin Jang                            | Focus Asia                 |
| Metalhead                            | Ragnar Bragason                     | Selected Features          |
| The Mule                             | Angus Sampson und Tony Mahony       | Selected Features          |
| The November Man                     | Roger Donaldson                     | Special Premiere Screening |
| Nurse 3D                             | Douglas Aarniokoski                 | Midnight Madness           |
| Oculus                               | Mike Flanagan                       | Selected Features          |
| On the Edge                          | Christian E. Christiansen           | Selected Features          |
| Open Windows                         | Nacho Vigalondo                     | Selected Features          |
| Out of the Dark                      | Lluís Quílez                        | Selected Features          |
| Patch Town                           | Craig Goodwill                      | Selected Features          |
| Patema Inverted                      | Yasuhiro Yoshiura                   | Focus Asia                 |
| R100                                 | Hitoshi Matsumoto                   | Focus Asia                 |
| What the Fuck heißt Redirected?      | Emilis Velyvis                      | Selected Features          |
| The Rover                            | David Michôd                        | Opening Night              |
| Rufus                                | Dave Schultz                        | Selected Features          |
| Stage Fright                         | Jerome Sable                        | Midnight Madness           |
| Starred Up                           | David Mackenzie                     | Selected Features          |
| Starry Eyes                          | Kevin Kolsch und Dennis Widmyer     | Midnight Madness           |
| Strange Colours of Your Body’s Tears | Hélène Cattet und Bruno Forzani     | Selected Features          |
| Suburban Gothic                      | Richard Bates Jr.                   | Selected Features          |
| Supremacy                            | Deon Taylor                         | Selected Features          |
| These Final Hours                    | Zak Hilditch                        | Selected Features          |
| Time Lapse                           | Bradley King                        | Fresh Blood / Wettbewerb   |
| The Treatment                        | Hans Herbots                        | Selected Features          |
| Under the Skin                       | Jonathan Glazer                     | Selected Features          |
| The Voices                           | Marjane Satrapi                     | Selected Features          |
| We Gotta Get Out of This Place       | Simon Hawkins und Zeke Hawkins      | Selected Features          |
| Wer                                  | William Brent Bell                  | Selected Features          |
| What We Do in the Shadows            | Jemaine Clement und Taika Waititi   | Centerpiece                |
| White Bird in a Blizzard             | Gregg Araki                         | Selected Features          |
| Wolfcop                              | Lowell Dean                         | Midnight Madness           |
| Wrong Cops                           | Quentin Dupieux                     | Selected Features          |